# DKW F102
DKW F102 — легковой автомобиль, который выпускался с августа 1963 года немецким производителем Auto Union. Завершив Auto Union 1000, это была последняя модель под маркой DKW, а также последний западногерманский серийный автомобиль, оснащенный двухтактным двигателем. Всего было выпущено 53 053 единицы.

## Технические характеристики
| DKW                | F102                 | F102 (V6)            |
| ------------------ | -------------------- | -------------------- |
| Годы производства  | 1964 — 1966          | 1966                 |
| Двигатель          | I3 2-тактный         | V6 2-тактный         |
| Объем двигателя    | 1175 см³             | 1288 см³             |
| Мощность двигателя | 44 кВт (60 л. с.)    | 59 кВт (80 л. с.)    |
| Трансмиссия        | Механическая 4 ступ. | Механическая 4 ступ. |
| Привод             | Передний             | Передний             |
| Макс. скорость     | 135 км/ч             | 140 км/ч             |
| Вес                | 910—945 кг           | 910—945 кг           |

## Галерея
- F102 (вид сбоку)
- F102 (вид сзади)
- DKW F102 и Audi F103
- F102